# Siegfried Bach
Siegfried Leopold Bach (* 25. Mai 1862 in Fürth; † 13. Oktober 1919 in Nürnberg) war ein deutscher Unternehmer und türkischer Generalkonsul. Er war Inhaber der Firma J. Bach Fürth.

## Leben
Er war der Sohn des Kommerzienrates und Kaufmannes Joseph Bach und dessen Ehefrau Babette geborene Rosenheim. Sein Vater besaß in Fürth eine 1838 gegründete Spiegelglasfabrik. Am 1. September 1869 trat er in die Vorbereitungsschule der Handelsschule in Nürnberg ein. Nach seinem Schulabschluss und einer kaufmännischen Ausbildung, die er teilweise in England und in den Vereinigten Staaten von Amerika fortsetzte, stieg er in die väterliche Firma ein, die neben Spiegelglas auch Silberpapier herstellte, und wurde später Besitzer der Spiegelglasfabrik. Als solcher erfolgte seine Ernennung zum Königlich Bayerischen Kommerzienrat. 
Siegfried Bach war jüdischen Glaubens und lebte zuletzt in Nürnberg, Spittlertorgraben 23. Er unterstützte den 1910 erfolgten Bau des Künstlerhauses in Nürnberg.
Für das Türkische Reich war er in Nürnberg kaiserlicher Konsul und Inhaber des Kaiserlich Türkischen Medijidie Ordens III. Klasse. Auch im Deutschen Reich erhielt er Auszeichnungen, so die Bayerische Prinzregenten-Medaille in Silber.
Im Jahre 1902 meldete er unter der Nummer 181370 folgendes Patent an: Elektrischer Dosenkontakt mit an seiner Außenfläche angebrachten, selbstleuchtenden Schichten oder Einlagen.
Er war Mitglied des Bayerischen Automobil-Clubs.

## Familie
Mit seiner Ehefrau Anna Bach geborene Rosenwald hatte er drei Kinder: Rudolf Wilhelm Bach, Olga Maria verehelichte Erlanger und Stefan Bach.

## Trivia
Obwohl Siegfried Bach bereits im Herbst 1919 verstorben war, wurde er noch bis in die 1930er Jahre in mehreren biographischen Lexika, darunter in Herrmann A. L. Degener: Degeners Wer ist’s?, als lebend bezeichnet.